# Osiek (powiat kościański)
Osiek – wieś w Polsce położona w województwie wielkopolskim, w powiecie kościańskim, w gminie Kościan.

## Nazwa
Nazwa Osiek oznacza w języku staropolskim  zasiekę czyli leśne umocnienie lub warownię w lesie utworzoną z nagromadzonych i zespojonych ze sobą ściętych czyli zsieczonych pni drzewnych, której zadaniem była ochrona leśnego osiedla lub wyznaczonej granicy. Termin stosowany w średniowieczu, notowany od XIII wieku. Słowo osiek oznaczało zarówno przesiekę, zasiekę jak również umocnienie obronne wznoszone ze ściętych drzew. Wywód taki podaje Słownik staropolski, Słownik geograficzny Królestwa Polskiego oraz słowniki Nazwy miejscowe Polski i "Nazwy miast Polski" pod red. Kazimierza Rymuta .

## Historia
Miejscowość pierwotnie związana była z Wielkopolską. Ma metrykę średniowieczną i istnieje co najmniej od końca XIII wieku. Wymieniona pierwszy raz w łacińskim dokumencie z 1296 „Osek”, 1397 „Ossziek”, 1398 „Oszek”, 1399 „Hossek”, 1399 „Oschek”; 1400 „Ossek, Osszeg, Osszek, Osszecz”, 1401 „Ossecz”, 1403 „Osszeg”, 1422 „Oszyek”, 1471 „Ossyek”, 1563 „Ossiek”.
Miejscowość była początkowo wsią szlachecką należącą do rodu Osieckich, którzy od nazwy wsi przyjęli odmiejscowe nazwisko, a także do Jurkowskich, Czarnkowskich, Miaskowskich. W 1448 wieku leżała w powiecie kościańskim Korony Królestwa Polskiego. W 1510 należała do parafii Gryżyna.
Tereny, na których powstała miejscowość były zasiedlone jednak wcześniej niż odnotowały to archiwalne, historyczne zapisy. Z Osiekiem wiąże się obecnie zniszczone grodzisko stożkowate, które znajduje się na wschodnim brzegu jeziora Wonieść i położone jest na terenie nowszej wsi Nowy Dębiec. W 1892 przy tym grodzisku znaleziono skarb srebrny.
Pierwszy zapis o wsi datowany jest na 1296 i pochodzi z dokumentu króla polskiego Przemysła II, który w przywileju immunitetowym potwierdził benedyktynom lubińskim posiadanie wsi Wonieść wraz z jezioremWonieść. Odnotowano w nim ludzi ze wsi Gryżyna i Osiek, którzy nie mieli prawa łowić w tym jeziorze ryb.
Na dokumencie datowanym na 1307 odnotowany został jako świadek komes Dobiesław z Osieka identyfikowany z miejscowością. W latach 1370–1371 odnotowano również jako świadka Przybysława z Osieka. W latach 1393–1426 jako właściciel we wsi wielokrotnie wspomniany został brat Przybysława Materna Osiecki wicewojewoda kościański w latach 1405–1406 i 1416-1426. W 1425 woźny sądu ziemskiego w imieniu Materny zapowiedział jako jego własność drogi, łąki, pastwiska, lasy i zarośla w Osieku. Obwieszczenia dokonał na rynku w Kościanie, w kościele parafialnym w Gryżynie oraz w sądzie królewskim.
Majątek po Maternie odziedziczył jego syn Nikiel Osiecki, który w 1427 prowadził spór sądowy z Andrzejem Bojanowskim zeznając, że sprzedał Osiek pani Katarzynie Jurkowskiej za 700 grzywien. W 1428 woźny sądu ziemskiego zeznał, że Andrzej Bojanowski przedstawił mu dokument kupna wsi Osiek za 600 grzywien od Nikła Osieckiego na podstawie, którego sąd przyznał mu wieś w wieczyste posiadanie. W 1428 Nikiel Osiecki prowadził spór sądowy z Andrzejem Bojanowskim. Sąd zasądził, że Nikel miał zapłacić Bojanowskiemu 400 grzywien, a ten dowodził, że te pieniądze są u Katarzyny Jurkowskiej.
W latach 1434–1438 dokumenty historyczne notowały synów Janusza i Katarzyny Jurkowskiej braci Bartosza z Osieka oraz Mikołaja Jurkowskiego, którzy odziedziczyli po nich majątek. W 1434 woźny sądowy w ich imieniu zapowiedział drogi, łąki, pastwiska, lasy oraz gaje oraz zarośla we wsiach Jurkowo, Osiek i Kuszkowo. W 1438 miał miejsce podział majątku pomiędzy członkami rodu Jurkowskich. Jan, Bartosz, Wincenty i Andrzej zostali w Jurkowie, a Mikołaj objął Osiek oraz za pieniądze otrzymane od żony w kwocie 80 grzywien szer. groszy i 100 grzywien w półgroszach miał wykupić Osiek od Mikołaja Czarnkowskiego. Bracia z Jurkowa mieli natomiast uposażyć swoje siostry Barbarę i Elżbietę oraz spłacić dług Mikołajowi synowi Materny. Koszty sporu granicznego pomiędzy Osiekiem, Jezierzycami i Jurkowem mieli ponieść w 2/3 bracia z Jurkowa, a w 1/3 Mikołaj.
W 1448 Mikołaj Jurkowski zapisał żonie Małgorzacie po 80 grzywien posagu oraz wiana na dwóch częściach Osieka. W latach 1466–1468 zapisał także na Osieku czynsze kościelne. W1466 czynsz 5 grzywien od sumy 60 grzywien dla szpitala św. Ducha i św. Elżbiety w Dolsku oraz w 1467 czynsz w wysokości jednej grzywny od sumy 12 grzywien dla altarii św. Jadwigi i Elżbiety w Kąkolewie.
W 1471 Mikołaj Jurkowski zapisał Agnieszce, żonie swego syna Mikołaja, 600 grzywien posagu oraz 300 grzywien wiana na wsi Osiek. W 1473 Wojciech Miaskowski syn Mikołaja za zgodą ojca zapisał swojej żonie Agnieszce po 480 grzywien posagu oraz wiana na wsiach Osiek i Kleszczewo, a ona skasowała swoją oprawę wienną zapisaną jej przez teścia Mikołaja. W 1476 Wojciech w działach z braćmi Miaskowskimi z Miaskowa otrzymał dwa łany osiadłe w Osieku, na których rezydowali 4 kmiecie oraz połowę lasów i gajów w Osieku. W latach 1510–1524 dziedzicem we wsi był Andrzej Miaskowski syn Wojciecha. W 1510 zapisał swojej żonie Małgorzacie Radzewskiej po 300 złotych węgierskich posagu oraz wiana na połowie Osieka i na połowie Kuszkowa. W latach 1537–1542 właścicielami wsi zostali synowie Andrzeja Krzysztof i Andrzej Miaskowscy. W 1537 wraz z matką Małgorzatą Radzewską wdową po Andrzeju zapisali na częściach w Osieku i w Kuszkowie dwie grzywny czynszu rocznego z prawem wykupu za 28 grzywien Klemensowi z Pierzchna altaryście przy altarii patronatu rzeźników w kościele parafialnym w Krzywiniu. W 1541 Krzysztof Miaskowski zapisał żonie Dorocie po 300 grzywien posagu oraz wiana na połowie swych części w Osieku.
W latach 1574–1583 jako właścicieli wsi odnotowano braci Andrzeja i Łukasza Miaskowskich synów zmarłego Andrzeja. W 1574 dokonali oni podziału odziedziczonych po ojcu i stryju dóbr w Osieku i w Kuszkowie. W 1575 Łukasz Miaskowski zapisał żonie Katarzynie Łowęckiej córce Łukasza z Potarzycy po 2000 złotych polskich posagu i wiana na częściach Osieka i Kuszkowa. W 1576 Andrzej Miaskowski zapisał po 1500 złotych polskich posagu i wiana na częściach w Osieka i w Kuszkowie swojej żonie Annie Piotrowskiej.
Archiwalne, historyczne dokumenty odnotowały także zwykłych mieszkańców wsi. W 1371 jako świadka odnotowano Świętka sołtysa z Osieku. W 1476 wspomnani zostali także osieccy kmiecie: Michał, Święch, Hanusz i Janek, z których każdy posiadał pół łana ziemi.
Wieś odnotowano w historycznych rejestrach poborowych. W 1510 w Osieku było 4,5 łana folwarcznego. W 1535 miał miejsce pobór podatków we wsi od 2 łanów. W 1563 pobór od 3,5 łana, karczmy dorocznej oraz od wiatraka dorocznego. W 1564 Osiek należał do panów Miaskowskich. Pobrano podatki z części Łukasza Miaskowskiego od 4 pólłanków, 1/8 łana karczmarskiego, 5 zagrodników, a z części należącej do Andrzeja Miaskowskiego od 4 łanów, komorników oraz od najemnego robotnika od pługa zwanego „ratajem”.
Wieś szlachecka Ossiek położona była w 1581 roku w powiecie kościańskim województwa poznańskiego w Rzeczypospolitej Obojga Narodów.

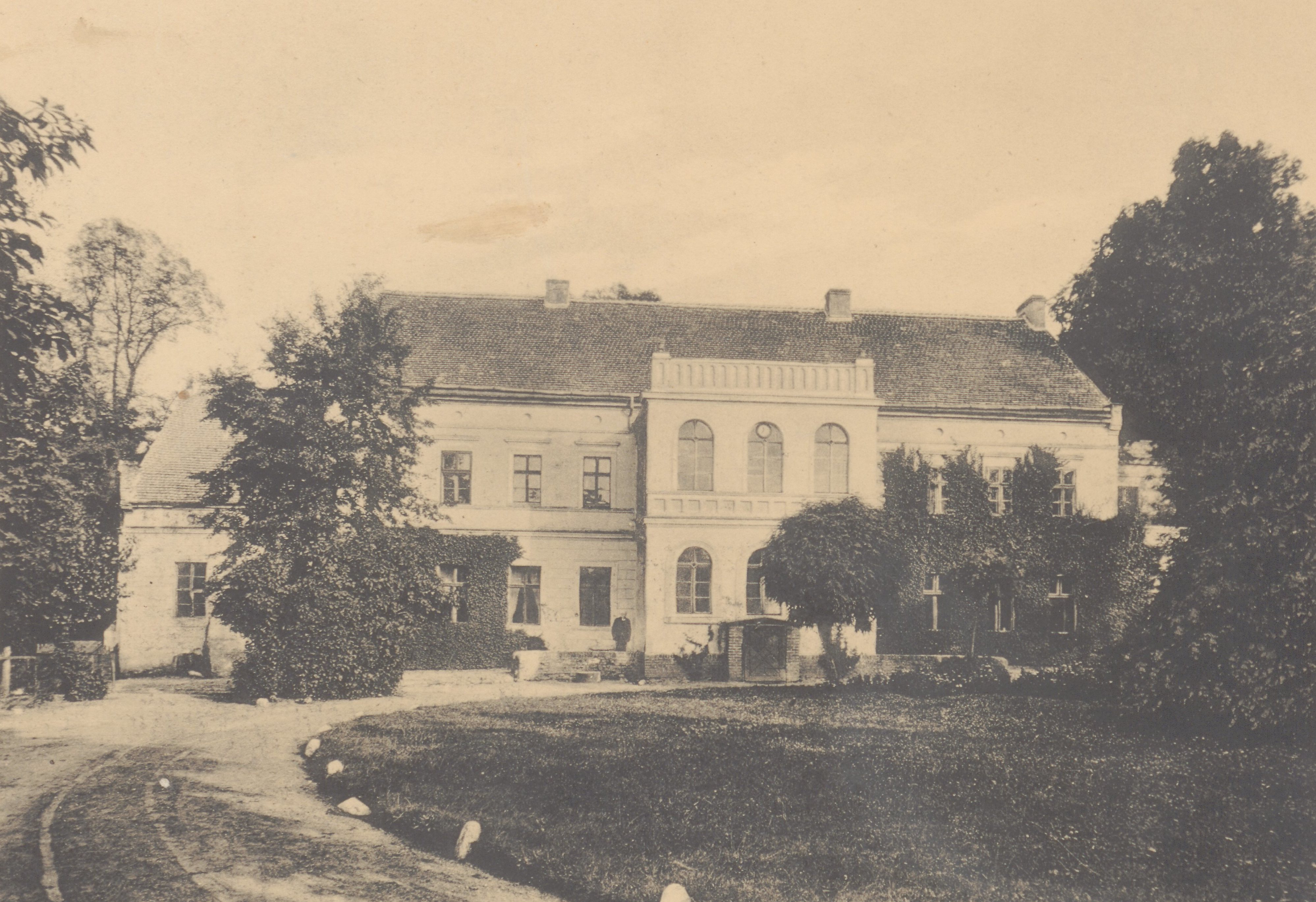
Widok dworu przed 1912

W wyniku II rozbioru Rzeczypospolitej w 1793, miejscowość przeszła w posiadanie Prus i jak cała Wielkopolska znalazła się w zaborze pruskim. W okresie Wielkiego Księstwa Poznańskiego (1815-1848) miejscowość wzmiankowana jako Osiek należała do wsi większych w ówczesnym powiecie Kosten rejencji poznańskiej. Osiek należał do okręgu kościańskiego tego powiatu i stanowił siedzibę majątku Osiek, który należał wówczas do Karola Zakrzewskiego. Według spisu urzędowego z 1837 roku Osiek liczył 281 mieszkańców, którzy zamieszkiwali 25 dymów (domostw).
W latach 1975–1998 miejscowość należała administracyjnie do województwa leszczyńskiego.
W Osieku znajduje się dwór (obecnie w ruinie) wraz z parkiem, który należał do dóbr rodu Wyssogota-Zakrzewskich przez kilkaset lat.